# Carlo Bonacini
Carlo Bonacini (Modena, 15 agosto 1867 – Modena, 1º gennaio 1944) è stato un matematico e fisico italiano.

## Biografia
Dopo essersi laureato nel 1888 a Pisa, iniziò la sua carriera di professore insegnando nelle scuole medie, all'Istituto Tecnico e al Liceo Classico Muratori di Modena. Nel 1906 fu nominato direttore onorario del Civico Planetario di Modena e iniziò a insegnare fisica terrestre all'Università di Modena; dal 1906 al 1936 fu direttore dell'Osservatorio Geofisico di Modena. Dal 1935 al 1937 fu presidente della Accademia di Scienze Lettere e Arti di Modena.
Il Bonacini condusse studi sulla fotografia, sull'ottica e sulla stereofonia. Scrisse numerose opere sulle ricerche eseguite e sulla storia della scienza.